# Sternarchorhynchus severii
Espèce
Sternarchorhynchus severii est une espèce de poissons gymnotiformes de la famille des Apteronotidae.

## Distribution
Cette espèce est endémique du Roraima au Brésil, elle ne se rencontre que dans le rio Mucajaí dans le bassin de l'Amazone.

## Description
C'est un poisson électrique.

## Référence
- de Santana & Nogueira, 2006 : Two new species of Sternarchorhynchus Castenau from the Amazon Basin, Brazil (Gymnotiformes: Apteronotidae). Ichthyological Exploration of Freshwaters, vol. 17, n. 1, p. 85-92.